# هانا دون
هانا دون (بالإنجليزية: Hannah Dunne)‏ هي ممثلة أمريكية، ولدت في 12 أبريل 1990 في سانتا مونيكا في الولايات المتحدة.

## وصلات خارجية
- هانا دون على موقع IMDb (الإنجليزية)
- هانا دون على موقع قاعدة بيانات الفيلم (الإنجليزية)